# Дик, Сергей Константинович
Серге́й Константи́нович Дик (бел. Сяргей Канстанцінавіч Дзік, род. 10 марта 1956, Жодино, Минская область, Белорусская ССР, СССР) — белорусский государственный деятель и учёный, депутат Палаты представителей Национального собрания VII созыва. В белорусском парламенте является членом Постоянной комиссии по международным делам.

## Биография
Родился 10 марта 1956 года в городе Жодино Минской области. Имеет высшее образование, окончил Минский радиотехнический институт (ныне — Белорусский государственный университет информатики и радиоэлектроники (БГУИР) по специальности «Радиотехника».
Является кандидатом физико-математических наук, доцент. Разработал новые лазерно-оптические биомедицинские методы и технические средства и внедрил их в клиническую медицинскую практику. Один из инициаторов и организаторов проведения в Белорусском государственном университете информатики и радиоэлектроники регулярной международной научно-технической конференции «Медэлектроника. (Средства медицинской электроники и новые медицинские технологии)» и международной научно-практической конференции «Big Data and Predictive Analitics». Автор около 300 научных работ, среди которых монографии, 16 учебно-методических пособий, 2 учебных пособия с грифом Министерства образования и 17 патентов на изобретения.
Трудовую деятельность начал от инженера Института электроники Академии наук БССР до старшего научного сотрудника РНПЦ неврологии и нейрохирургии Министерства здравоохранения Республики Беларусь. Работал в Белорусском государственном университете информатики и радиоэлектроники, прошел трудовой путь от доцента до первого проректора университета.
17 ноября 2019 года, на прошедших парламентских выборах, был избран депутатом Палаты представителей Национального собрания по Коласовскому избирательному округу № 106 города Минска. По результатам голосования, за его кандидатуру были поданы 23 821 голос (58,49 % от общего числа), при этом явка избирателей на округе составила 63,27 %.
Награжден почетными грамотами Совета Министров Республики Беларусь, Министерства образования Республики Беларусь, нагрудным знаком Министерства образования «Выдатнiк адукацыi».

## Личная жизнь
Женат, имеет двух сыновей.